# Historia de la astrología
Las creencias astrológicas en las correspondencias entre la observación del cielo y los eventos terrestres han influido en numerosos aspectos de la historia humana, incluyendo su cosmovisión, el lenguaje y muchos elementos de cultura social.
Entre los pueblos indoeuropeos, el nacimiento de la astrología se ha fechado en torno al II milenio a. C., a raíz de los sistemas calendáricos empleados para predecir los cambios estacionales y para interpretar los ciclos celestes como símbolo de comunicaciones divinas. Hasta el siglo XVII se consideró a la astrología una tradición académica, y ayudó al desarrollo de la astronomía. Era comúnmente aceptada en círculos políticos y culturales, y algunos de sus conceptos se empleaban en otras disciplinas tradicionales como la alquimia, la meteorología y la medicina. Hacia finales del siglo XVII, los conceptos científicos emergentes en astronomía, como el heliocentrismo, comenzaron a socavar irrevocablemente la base teórica de la astrología, que fue perdiendo paulatinamente su carácter académico.
En el siglo XX, la astrología adquirió mayor popularidad entre el público gracias a productos de los medios de comunicación, como los horóscopos en los periódicos.

## Primeras etapas
La astrología, en su sentido más amplio, es la búsqueda del conocimiento humano en el firmamento; su objetivo es comprender conductas humanas generales y específicas observando su relación con los planetas y de otros objetos celestiales. Se ha argumentado que la astrología comenzó como disciplina de estudio en el momento en que los seres humanos llevaron a cabo esfuerzos conscientes para medir, registrar y predecir cambios estacionales teniendo como referencia los ciclos astronómicos.
Las primeras evidencias de estas prácticas aparecen en forma de marcas en huesos y paredes de las cavernas, lo que demuestra que los ciclos lunares ya se registraban hace 25 000 años; el primer paso para discernir la influencia de la Luna sobre las mareas y los ríos, y para organizar un calendario común. Con el advenimiento de la revolución neolítica surgieron nuevas necesidades gracias al creciente conocimiento de las constelaciones, cuyas apariciones en el firmamento nocturno cambian con las estaciones, dado lo cual se asociaba la aparición de determinados grupos de estrellas con el anuncio de inundaciones anuales o el comienzo de las estaciones. Hacia el II milenio a. C., las civilizaciones avanzadas habían desarrollado un conocimiento sofisticado de los ciclos celestes, y se piensa que sus templos se orientaron a conciencia para alinearse con el orto helíaco de las estrellas.
Existen evidencias dispersas que sugieren que las referencias astrológicas más antiguas conocidas son copias de textos escritos durante este período, en particular en Mesopotamia. Se ha dicho que dos de ellos, encontrados en la tablilla de Venus de Ammisaduqa (datada en Babilonia hacia el 1700 a. C.), se compusieron durante el reinado de Sargón I de Acad (2334-2279 a. C.). Otro, que demuestra un uso temprano de la astrología electiva, se adscribe al reinado del gobernante sumerio Gudea de Lagash (aprox. 2141-2122 a. C.). Este describe cómo los dioses le revelaron en un sueño las constelaciones más favorables para la construcción planeada de un templo. Sin embargo, existe una controversia acerca de si realmente se compusieron en aquel tiempo o se adscribieron con posterioridad a antiguos reyes. La evidencia incontestable más antigua del uso de la astrología como un sistema integrado de conocimiento se atribuye, pues, a los registros derivados de la primera dinastía de Mesopotamia (1950-1651 a. C.).

## Antigüedad

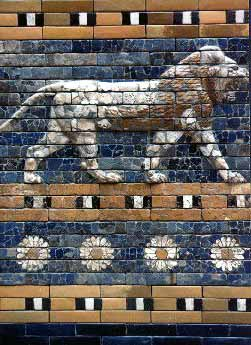
Detalle de la Puerta de Ishtar, en Babilonia

La astrología babilónica fue el primer sistema organizado de astrología, que surgió en el II milenio a. C. Se especula que alguna forma de astrología apareció en el período sumerio en el III milenio a. C., pero las referencias aisladas a antiguos augurios celestiales fechadas en este período no se consideran evidencia suficiente como para demostrar una teoría astrológica integrada. Se asume, pues, que la historia de expertos en adivinación celestial comenzó con textos paleobabilónicos tardíos (1800 a. C. aprox.), y que continuó durante los períodos babilonio medio y asirio medio (1200 a. C. aprox.).
Hacia el siglo XVI a. C. se puede evidenciar el empleo reiterado de la astrología basada en presagios en la compilación de un amplio libro de referencia conocido como Enuma Anu Enlil. Contenía 70 tablillas cuneiformes que comprendían 7 000 presagios celestiales. Los textos de esta época también hacen referencia a una tradición oral, cuyo origen y contenido solo pueden especularse. En aquel tiempo la astrología babilónica era exclusivamente mundana, dedicada a la predicción de asuntos meteorológicos y políticos, y antes del siglo VII a. C. el conocimiento astronómico de los que la practicaban era bastante rudimentario. Parece que los símbolos astrológicos representaban tareas estacionales, y se empleaba como un almanaque anual de actividades listadas que recordaban a la comunidad las tareas apropiadas a la estación o al tiempo atmosférico (tales símbolos representaban los tiempos de la cosecha, la recogida de marisco, la pesca con caña o con red, la siembra de cultivos, la recogida o administración de reservas de agua, la caza o tareas críticas que aseguraban la supervivencia de niños o crías de animales). Hacia el siglo IV, sus métodos matemáticos habían progresado lo suficiente como para calcular posiciones planetarias futuras con una precisión razonable; en este punto comenzaron a aparecer extensas efemérides.
La astrología babilónica se desarrolló en el contexto de la adivinación. Un conjunto de 32 tablillas con modelos de hígados, que datan de aprox. 1875 a. C., son los textos más antiguos conocidos de adivinación babilónica, y estas demuestran el mismo formato interpretativo que el empleado en el análisis de los presagios celestes. Las marcas y las manchas que se encontraban en los hígados de los animales sacrificados se interpretaban como signos simbólicos que presentaban mensajes de los dioses al rey.
También se creía que las deidades se aparecían en las imágenes celestes de los planetas o de las estrellas con los que se asociaban. Los presagios celestiales malignos atribuidos a un planeta en particular se veían, por lo tanto, como indicios de insatisfacción o molestia de la deidad representada por el planeta. Estos indicios iban seguidos de intentos de aplacar al dios y de encontrar una manera de canalizar sus actos, de modo que ni el rey ni el pueblo sufrieran daños graves. Un informe astronómico dirigido al rey Asarhaddón, a propósito de un eclipse lunar de enero del 673 a. C., muestra cómo el uso ritual de reyes sustitutos, o eventos sustitutos, aunaban una creencia incuestionable en la magia o en los presagios y una visión puramente mecánica de que el evento astrológico tenía que tener algún correlato en el mundo material:

...A principios de año una inundación sobrevendrá y romperá los diques. Cuando la Luna se haya eclipsado, el rey, mi señor, deberá escribirme. Como sustituto del rey, hendiré un dique, aquí en Babilonia, en plena noche. Nadie lo sabrá.

En su libro de 1995 Mesopotamian Astrology, Ulla Koch-Westenholz argumenta que esta ambivalencia entre una cosmovisión teísta y mecánica define el concepto babilónico de adivinación celeste como aquel que, a pesar de una fuerte creencia en la magia, permanece libre de implicaciones de un castigo dirigido con propósitos vengativos, y así «comparte algunos de los rasgos definitorios de la ciencia moderna: es objetiva y libre de valores, opera en consonancia con reglas conocidas, y sus datos se consideran universalmente válidos y pueden encontrarse en tabulaciones escritas». Koch-Westenholz también establece la distinción fundamental entre la astrología babilónica y otras disciplinas adivinatorias, consistente en que la primera se dedicaba originalmente solo a la astrología mundana, estaba orientada geográficamente y se aplicaba específicamente a países, ciudades y naciones, y estaba dedicada casi por completo al bienestar del estado y del rey como máxima autoridad gobernante de la nación. Por lo tanto, se sabe que la astrología mundana es una de las ramas más antiguas de la astrología. Solo con el nacimiento gradual de la astrología de horóscopos, a partir del siglo VI a. C., esta astrología desarrolló las técnicas y prácticas de la astrología natal.

## Egipto helenístico
En el 525 a. C., Egipto fue conquistado por los persas, por lo que pudo existir alguna influencia mesopotámica sobre la astrología egipcia. El historiador Tamsyn Barton se posiciona a favor de esto y da un ejemplo de lo que parece ser una influencia mesopotámica en el zodíaco egipcio, con el que compartía dos signos —la Balanza y el Escorpión—, evidenciados en el Zodíaco de Dendera (en la versión griega, la Balanza se conocía como las Pinzas del Escorpión).
Tras su ocupación por Alejandro Magno en 332 a. C., Egipto cayó bajo dominio e influencia helenísticos. La ciudad de Alejandría fue fundada por Alejandro Magno tras la conquista, y durante los siglos III a. C. y II a. C., los eruditos alejandrinos fueron prolíficos escritores. Allí, en la Alejandría ptolemaica, la astrología babilónica se mezcló con la tradición egipcia de la astrología decánica para crear la astrología de horóscopos. Esta contenía el zodíaco babilonio con su sistema de exaltaciones planetarias, las triplicidades de los signos y la importancia de los eclipses. Junto con estos elementos también incorporó el concepto egipcio de dividir el zodíaco en 36 decanatos de 10.º cada uno, con énfasis en el decanato ascendente, y el sistema griego de dioses planetarios, regímenes de signos y cuatro elementos.
Los decanatos eran un sistema de medida temporal basado en las constelaciones, tomando como referencia la constelación de Sotis, o Sirio. La ascensión de los decanatos nocturnos se empleaban para dividir la noche en «horas». El ascenso de una constelación justo antes del amanecer (orto helíaco) se consideraba la última hora de la noche. A lo largo del año, cada constelación se alzaba justo antes del amanecer durante diez días. Cuando pasaron a formar parte de la astrología de la Época Helenística, cada decanato se asociaba con diez grados del zodíaco. Los textos del II milenio a. C. listan predicciones basándose en las posiciones de los planetas en los signos zodiacales en el momento del orto de determinados decanatos, especialmente Sotis. El zodíaco más antiguo encontrado en Egipto data del siglo I a. C., el zodíaco de Dendera.
De particular relevancia en el desarrollo de la astrología de horóscopos fue el astrólogo y astrónomo Ptolomeo, que vivió en Alejandría, en Egipto. La obra ptolemaica Tetrabiblos sentó las bases de la tradición astrológica occidental, y como fuente de referencia posterior se dice que «ejerció una autoridad casi bíblica entre los escritores astrológicos de los mil años posteriores, o más». Fue uno de los primeros textos astrológicos que circularon en la Europa medieval tras ser traducido del árabe al latín por Platón de Tívoli (Tiburtinus) en España en 1138.

De acuerdo con Julio Fírmico Materno (siglo IV), el sistema de astrología de horóscopos le fue dado anteriormente a un faraón egipcio llamado Nechepso y a su sacerdote Petosiris. Los textos herméticos se compusieron también durante este período, y Clemente de Alejandría, escritor durante la época romana, demuestra hasta qué grado los astrólogos debían conocer estos textos en su descripción de los ritos sagrados egipcios:
Esto se demuestra principalmente por sus ceremonias sagradas. En primer lugar se adelanta el Recitador, llevando uno de los símbolos de música. Puesto que dicen que debe aprender dos de los libros de Hermes, uno de los cuales contiene los himnos de los dioses, y el segundo las regulaciones de la vida del rey. Y tras el Recitador avanza el Astrólogo, con un reloj en su mano, y una [hoja de] palma, los símbolos de la astrología. Debe tener los libros astrológicos de Hermes, que son cuatro en número, siempre en su boca.

## Grecia y Roma
La conquista de Asia por Alejandro Magno expuso a los griegos a las culturas e ideas cosmológicas de Siria, Babilonia, Persia y Asia central. El griego sustituyó a la escritura cuneiforme como la lengua internacional de comunicación intelectual, y parte de este proceso fue la transmisión de la astrología del cuneiforme al griego. Alrededor de 280 a. C., Beroso, un sacerdote de Bel, en Babilonia, se trasladó a la isla griega de Cos para enseñar astrología y cultura babilonia a los griegos. Con esto, lo que el historiador Nicholas Campion llama «la energía innovadora» de la astrología se desplazó hacia el oeste al mundo helenístico griego y egipcio. De acuerdo con Campion, la astrología que llegó desde Oriente estaba marcada por su complejidad, con diferentes formas emergentes de astrología. Hacia el siglo I a. C. existían dos variedades de astrología: una requería la lectura de los horóscopos para establecer detalles precisos acerca del pasado, el presente y el futuro; la otra, teúrgica, enfatizaba el ascenso del alma a las estrellas. Aunque no eran mutuamente exclusivas, la primera daba información sobre la vida, mientras que la segunda estaba relacionada con la transformación personal, en la que la astrología funcionaba como forma de diálogo con lo Divino.
Como con muchas otras cosas, la influencia griega desempeñó un rol fundamental en la transmisión de la teoría astrológica a Roma. Sin embargo, nuestras primeras referencias que demuestran su llegada a Roma revelan su influencia inicial sobre las clases sociales más bajas, y demuestran una preocupación hacia el recurso, sin cuestionar, a las ideas de los «astrónomos» babilonios. Entre los griegos y los romanos, Babilonia, también conocida como Caldea, se identificaba tanto con la astrología que la «sabiduría caldea» llegó a ser sinónimo frecuente de la adivinación que empleaba los planetas y las estrellas.
La primera referencia definida a la astrología proviene de la obra del orador Catón, quien en 160 a. C. escribió un tratado que prevenía a los capataces de las granjas de consultar a los caldeos.
El De divinatione de Cicerón (44 a. C.), que rechaza la astrología y otras técnicas supuestamente adivinatorias, es una rica fuente histórica para conocer la concepción de la cientificidad en la antigüedad romana clásica.
El poeta romano Juvenal, del s. II, en su ataque satírico hacia los hábitos de las mujeres romanas, también se queja de la influencia persuasiva de los caldeos, a pesar de su baja clase social, diciendo que «se confía incluso más en los caldeos; creerán que cualquier palabra proferida por el astrólogo proviene de la fuente de Amón (...) hoy en día, ningún astrólogo tiene crédito, a menos que haya estado preso en algún campo distante, con cadenas rechinando en cada brazo».
Uno de los primeros astrólogos en llevar la astrología hermética a Roma fue Trasilo, quien, en el siglo I, ejerció de astrólogo para el emperador Tiberio. Este fue el primer emperador del que se dijo que poseía un astrólogo oficial, aunque su predecesor Augusto también había empleado la astrología para ayudar a legitimar sus derechos imperiales. En el siglo II, el astrólogo Claudio Ptolomeo estaba tan obsesionado con obtener horóscopos certeros que llevó a cabo el primer intento de elaborar un mapa correcto del mundo (pues anteriormente los mapas eran más relativos o alegóricos) para poder cartografiar la relación entre el lugar de nacimiento de la persona y los cuerpos celestes. Mientras lo hacía, acuñó el término «geografía».
Aunque parece que los emperadores emplearon la astrología, también existía una prohibición, hasta cierto punto, sobre ella. En el siglo I, Publio Rufo Anteio fue acusado del crimen de financiar al astrólogo proscrito Pammenes, y de preguntar su propio horóscopo y del entonces emperador Nerón. Por esto, Nerón forzó a Anteio a suicidarse. En aquel tiempo, la astrología podía conllevar cargos por magia y traición.

## Mundo islámico
Tras la rendición de Alejandría a los árabes en el s. VII y la fundación del califato abasí en el s. VIII, los eruditos islámicos recibieron la astrología con entusiasmo. El segundo califa abasí, Al-Mansur (754-775), fundó la ciudad de Bagdad para que funcionase como centro intelectual, y en su diseño incluyó una biblioteca y escuela de traducción conocida como Bayt al-Hikma 'casa de la sabiduría', que continuó desarrollándose bajo sus herederos y dio impulso a las traducciones árabes de textos astrológicos helenísticos. Entre los primeros traductores se contaban Masha'allah, que contribuyó a fijar la fecha para la fundación de Bagdad, y Sahl ibn Bishr (Zael), cuyos textos influyeron poderosamente en los astrólogos europeos posteriores, como Guido Bonatti en el s. XIII y William Lilly en el s. XVII. El conocimiento de los textos árabes comenzó a exportarse a Europa durante las traducciones latinas del siglo XII, a consecuencia de las cuales se sentaron los precedentes de lo que sería el Renacimiento.
Entre los astrólogos árabes más importantes, uno de los más influyentes fue Albumasar, cuya obra Introductorium in Astronomiam se convirtió más tarde en un popular tratado de la Europa medieval. Otro de ellos fue el matemático, astrónomo, astrólogo y geógrafo persa Al-Juarismi. Los árabes sumaron muchos conocimientos a este campo, y muchos nombres de estrellas conocidos actualmente, como Aldebarán, Altair, Betelgeuse, Rigel y Vega retienen el legado de su lenguaje. También desarrollaron la lista de partes helenísticas hasta tal punto que se conocen históricamente como partes arábigas, razón por la cual se afirma a menudo que fueron los astrólogos árabes quienes las inventaron, por más que se sepa a ciencia cierta que fueron un rasgo fundamental de la astrología helenística.
Durante el progreso de la ciencia islámica, algunas prácticas astrológicas fueron refutadas en el ámbito teológico por astrónomos como Al-Farabi (Alpharabius), Alhacén y Avicena. Sus argumentos eran que los métodos de los astrólogos eran más conjeturales que empíricos, y que entraban en conflicto con las posturas ortodoxas de los ulemas, puesto que sugerían que la Voluntad de Dios se puede conocer y predecir con precisión. Estas refutaciones se concernían a las «ramas judiciales» (como la astrología horaria), más que a las «ramas naturales» (como la astrología médica o la astrología meteorológica), que en aquel tiempo se consideraban parte de las ciencias naturales.
Por ejemplo, la obra de Avicena Refutación de la astrología (Resāla fī ebṭāl aḥkām al-nojūm) carga contra la práctica de la astrología al mismo tiempo que apoya el principio de que los planetas actúan como agentes de causación divina que expresan el poder absoluto de Dios sobre su creación. Avicena consideraba, de modo determinista, que los movimientos de los planetas tenían influencia sobre la vida en la tierra, pero se posicionaba en contra de la capacidad de determinar la influencia exacta de las estrellas. En esencia, Avicena no refutó el dogma esencial de la astrología, sino que negó nuestra habilidad para comprenderla hasta el punto de que se pudieran elaborar predicciones precisas o fatalistas.

## Europa medieval y renacentista

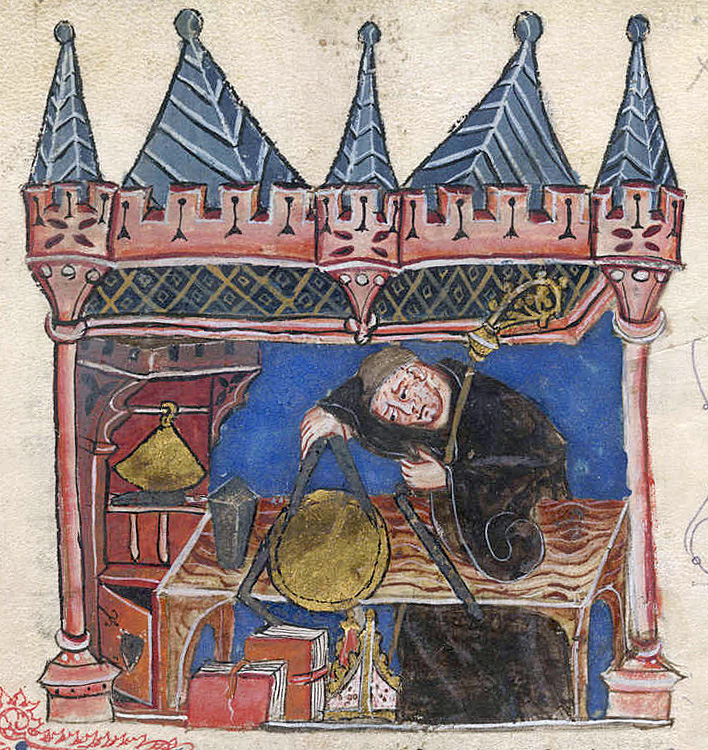
El astrólogo y astrónomo Richard de Wallingford midiendo un equatorium con un compás. Obra del.

Mientras que en Oriente la astrología floreció tras el desmembramiento del imperio romano, con las influencias de la India, Persia y el mundo islámico sobre los eruditos y un activo movimiento de proyectos de traducción, en el mismo período la astrología occidental se había vuelto «fragmentada y poco sofisticada (...) debido en parte a la pérdida de la astronomía científica griega y en parte a que estaba condenada por la Iglesia». Las traducciones de obras árabes al latín comenzaron a llegar a España a finales del siglo X, y en el siglo XII la transmisión de obras astrológicas de Arabia a Europa «adquirió gran ímpetu».
Hacia el siglo XIII, la astrología formaba parte de las prácticas médicas habituales en Europa. Los médicos combinaban la medicina galénica (del fisiólogo griego Galeno, 129-216 d. C.) y el estudio de las estrellas. Para finales del siglo XVI, a los médicos se les requería por ley calcular la posición de la Luna antes de llevar a cabo procedimientos médicos como sangrías o cirugía.

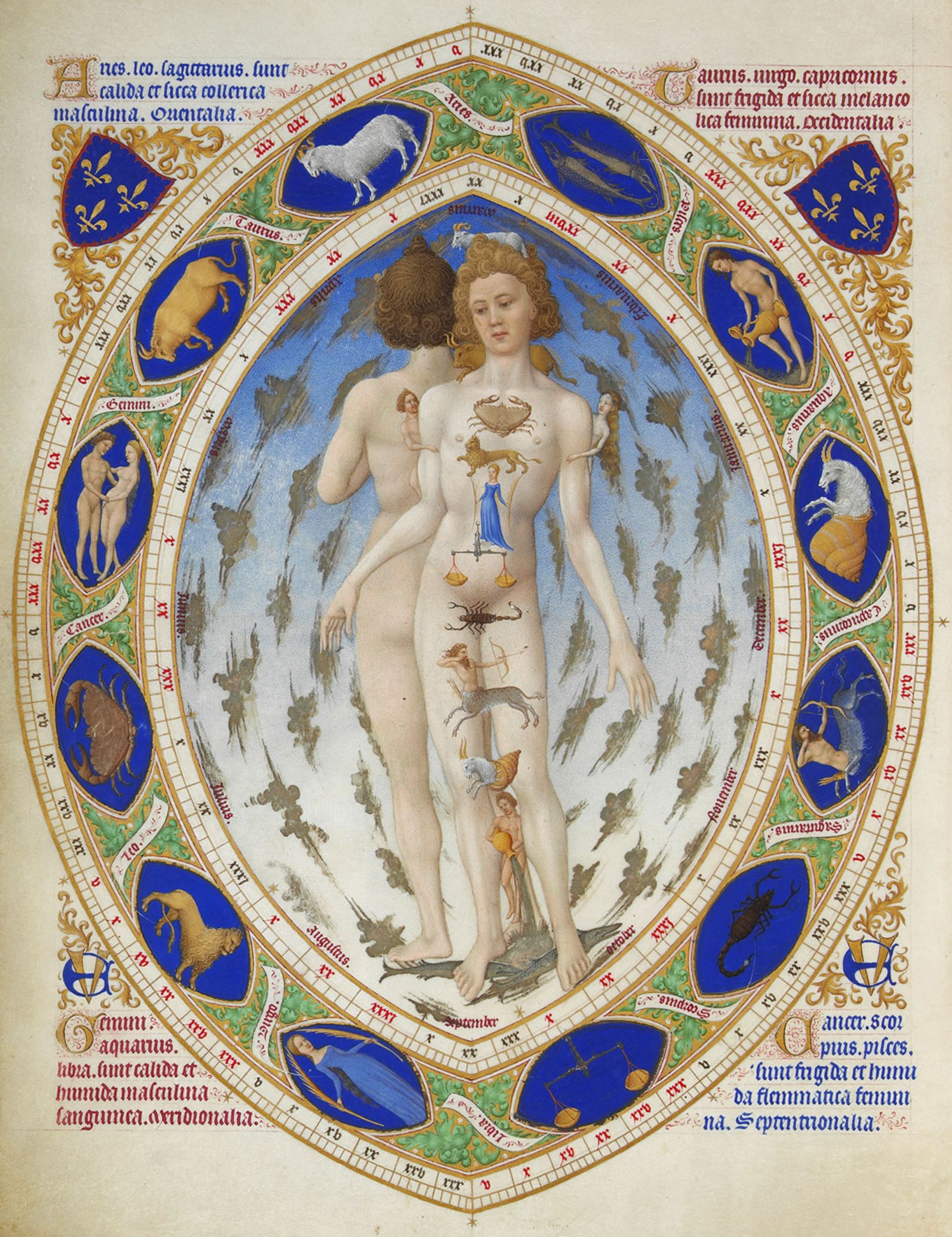
Imagen relativa a la astrología, de Las muy ricas horas del Duque de Berry. Muestra la supuesta relación entre las partes del cuerpo y los signos del zodíaco.

Los trabajos más influyentes del siglo XIII incluyen los del monje británico Johannes de Sacrobosco (1195-1256 aprox.) y del astrólogo italiano Guido Bonatti. Bonatti prestaba servicio a los gobiernos comunales de Florencia, Siena y Forlì, de donde era originario, y era consejero de Federico II Hohenstaufen. Su libro de texto astrológico Liber Astronomiae, escrito en torno a 1277, se granjeó la fama de ser «la obra astrológica escrita en latín más importante del siglo XIII». Dante Alighieri inmortalizó a Bonatti en la Divina Comedia (principios del siglo XIV) al colocarle en el octavo Círculo del Infierno, lugar al que iban a parar los que adivinaban el futuro y donde se les mantenía con la cabeza vuelta del revés.

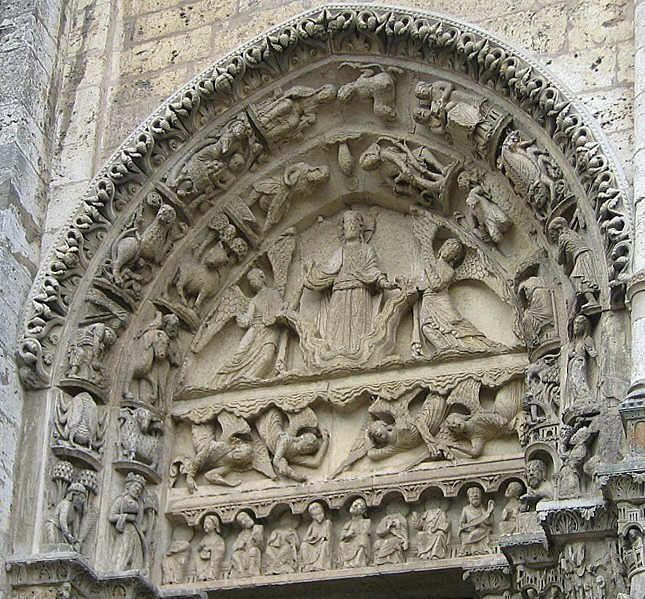
Tímpano de la ascensión de la Puerta Real de la catedral de Chartres. El tema central es la ascensión de Cristo, pero en los bordes se encuentran los signos del Zodíaco y los Trabajos de los Meses.

En la Europa medieval, la educación superior se dividía en siete materias, cada una representada por un planeta distinto, y conocidas como las siete artes liberales. Dante atribuyó un planeta a cada una de ellas. Puesto que se concebían en orden ascendente, eso se hizo con los planetas, en orden decreciente de velocidad planetaria: a la gramática se le asignó la Luna, el cuerpo celeste más veloz; a la dialéctica se le asignó Mercurio; a la retórica, Venus; a la música, el Sol; a la aritmética, Marte; Júpiter a la geometría y la astrología-astronomía el cuerpo celeste más lento, Saturno.
Los escritores medievales utilizaban el simbolismo astrológico en la literatura. Por ejemplo, la Divina Comedia muestra variadas referencias a las asociaciones planetarias cuando describe la arquitectura del Infierno, el Purgatorio y el Paraíso (como los siete pisos de la montaña del Purgatorio donde se expían los siete pecados capitales que se corresponden con los siete planetas clásicos de la astrología). En las obras de Geoffrey Chaucer se observan también alegorías astrológicas y motivos planetarios similares.
Los pasajes astrológicos de Chaucer son particularmente frecuentes, y basándose en sus obras se le presuponen conocimientos astrológicos, pues sabía lo suficiente de la astrología de su época como para escribir el Tratado del astrolabio para su hijo. Ubica el comienzo de la primavera en los Cuentos de Canterbury en los versos iniciales del prólogo, señalando que el Sol «ha recorrido la mitad de su camino en el signo de Aries». En La comadre de Bath, se refiere a la «dureza robusta» como atributo de Marte, y asocia a Mercurio con los «tenderos». A principios de la Edad Moderna, también se encuentras referencias astrológicas en las obras de William Shakespeare y John Milton.
Uno de los primeros astrólogos ingleses que dejó detalles de sus prácticas fue Richard Trewythian (1393). Su cuaderno demuestra que su rango de clientes era muy amplio, de todas las clases sociales, e indica que las relaciones con la astrología en la Inglaterra del siglo XV no estaban limitadas a los provinientes de círculos cultos, teológicos o políticos.
Durante el Renacimiento, los astrólogos de la corte complementarían su uso de los horóscopos con observaciones y descubrimientos astronómicos. Muchos a los que hoy se elogia por subvertir el antiguo orden astrológico, como Tycho Brahe, Galileo Galilei y Johannes Kepler, eran astrólogos practicantes.
A finales del Renacimiento disminuyó la confianza antaño depositada en la astrología, con el derrumbe de la física aristotélica y el rechazo de la distinción entre el reino celeste y el reino sublunar, que se habían comportado históricamente como los fundamentos de la teoría astrológica. Keith Thomas escribe que, aunque el heliocentrismo es consistente con la teoría astrológica, los avances astronómicos de los siglos XVI y XVII significaron que «el mundo ya no se podía concebir como un organismo compacto e interrelacioando; pasó a ser un mecanismo de dimensiones infinitas, del cual había desaparecido irrefutablemente la subordinación jerárquica de la tierra al cielo». En un primer momento, entre los astrónomos de la época, «casi ninguno intentó una refutación seria a la luz de los nuevos principios», y en realidad los astrónomos «eran reticentes a abandonar la satisfacción emocional que proveía un universo coherente e interrelacionado». Hacia el siglo XVIII el interés intelectual que hasta entonces habían mantenido el estatus de la astrología fue abandonado casi por completo. La historiadora científica Ann Geneva escribe:

La astrología en la Inglaterra del siglo XVII no era una ciencia. No era una religión. No era magia. Como tampoco lo eran la astronomía, las matemáticas, el puritanismo, el neoplatonismo, la psicología, la meteorología, la alquimia o la brujería. Empleaba algunas de ellas como herramientas; mantenía lazos comunes con otras, y algunas personas eran adeptas a algunas de estas habilidades. Pero, en suma, solo era eso mismo: un único arte adivinatorio y prognóstico que comprendía siglos de acreditada metodología y tradición.

## Expulsión de los astrólogos de Francia en 1682
En 1675, estalló el mayor escándalo del siglo en Francia. Terminó en 1680 con 36 sentencias de muerte y más de dos mil en prisión. Lleva el nombre Asunto de los venenos.
Miembros de la más alta aristocracia real, por ejemplo, Madame de Montespan, la favorita del rey Luis XIV y la marquesa Madame de Brinvilliers, estuvieron involucrados en actos de envenenamiento, de brujería, de misa negra, de adoración de Satanás... El ministro Colbert inmediatamente estableció que uno de los orígenes de este desorden se encontraba en la manía de consultar adivinos y astrólogos.
En el momento del Asunto de los venenos, "París tenía 400 oficinas para astrólogos y adivinos, para una población de 450.000 almas"; escriben Arkan Simaan y Joëlle Fontaine. “El entusiasmo por las consultas -continúan estos dos autores- no estaba reservado a las clases populares: los carruajes lujosos provocaban atascos frente a la oficina de Primi Venturini, un charlatán italiano, quien describió en su libro de memorias las astucias con las quales engañaba a los crédulos. [...] El Asunto de los venenos tiene su raíz en este contexto. Gran parte de la nobleza estuvo directamente involucrada en este caso criminal, en particular Madame de Montespan, la favorita de Luis XIV. Resultó que todas estas personas participaban en sabbat, misas negras dedicadas a Satanás, y que estos sabbat se derivaban de consultas astrológicas "inocentes". Las personas inquietas consultaban a astrólogos y adivinos en busca de consuelo o para prepararse para un futuro temido.
El caso terminó en 1680 con numerosas condenas capitales, en particular la de La Voisin, quien confesó haber enterrado más de 2500 cuerpos de recién nacidos en su propio jardín. Dos años más tarde, Luis XIV publicó un decreto que prohibía a las brujas, astrólogos y adivinos vivir en el reino.
Por eso, en 1682, la astrología fue completamente prohibida en la Academia de Ciencias de Francia, contrariamente a la Royal Society de Inglaterra.

## India
El uso más temprano del término jyotiṣa es con el sentido de una Vedanga, una disciplina auxiliar de la religión védica. La única obra de este tipo que ha sobrevivido es el Vedanga Jyotisha, que contiene reglas para registrar los movimientos del Sol y de la Luna, en el contexto de un ciclo intercalar de cinco años. No se conoce la fecha de esta obra, dado su estilo lingüístico y compositivo tardío, consistente con los últimos siglos antes de Cristo, aunque pre-Maurya, que entra en conflicto con algunas evidencias internas de una fecha más temprana, del II milenio a. C.
La historia documentada del Yiotisha en los nuevos términos de la moderna astrología de horóscopos se asocia con la interacción de las culturas india y helenística en el período indo-griego. El griego se convirtió en una lingua franca del valle del Indo tras las conquistas militares de Alejandro Magno y los grecobactrianos. Los tratados más antiguos que han sobrevivido, como el Yavanajataka o el Brihat-Samhita, se remontan a los primeros siglos d. C. El tratado astrológico más antiguo en sánscrito es el Yavanajataka ('Dichos de los griegos'), una versificación compuesta por Sphujidhvaja entre 269 y 270 d. C. de una traducción, hoy perdida, de un tratado griego de Yavanesvara durante el siglo II d. C., bajo el patronazo del rey Rudradaman I, un saka de los sátrapas occidentales.
La astronomía y la astrología indias se desarrollaron juntas. El tratado más temprano sobre jyotish, el Bhrigu Samhita, data de la etapa védica. El sabio Bhrigu es uno de los Saptarshi, los siete sabios que ayudaron a crear el universo. Escrito en páginas hechas con corteza de árbol, se dice que el Samhita ('Compilación') contiene cinco millones de horóscopos que comprenden a todos aquellos que han vivido en el pasado o vivirán en el futuro. Los primeros autores conocidos que escriben tratados sobre astronomía son del siglo V, fecha en la que se puede decir que comienza el período clásico de la astronomía india. Además de las teorías de Aryabhata en el Aryabhatiya y el perdido Arya-siddhānta, está el Pancha-Siddhāntika de Varahamihira.

## China

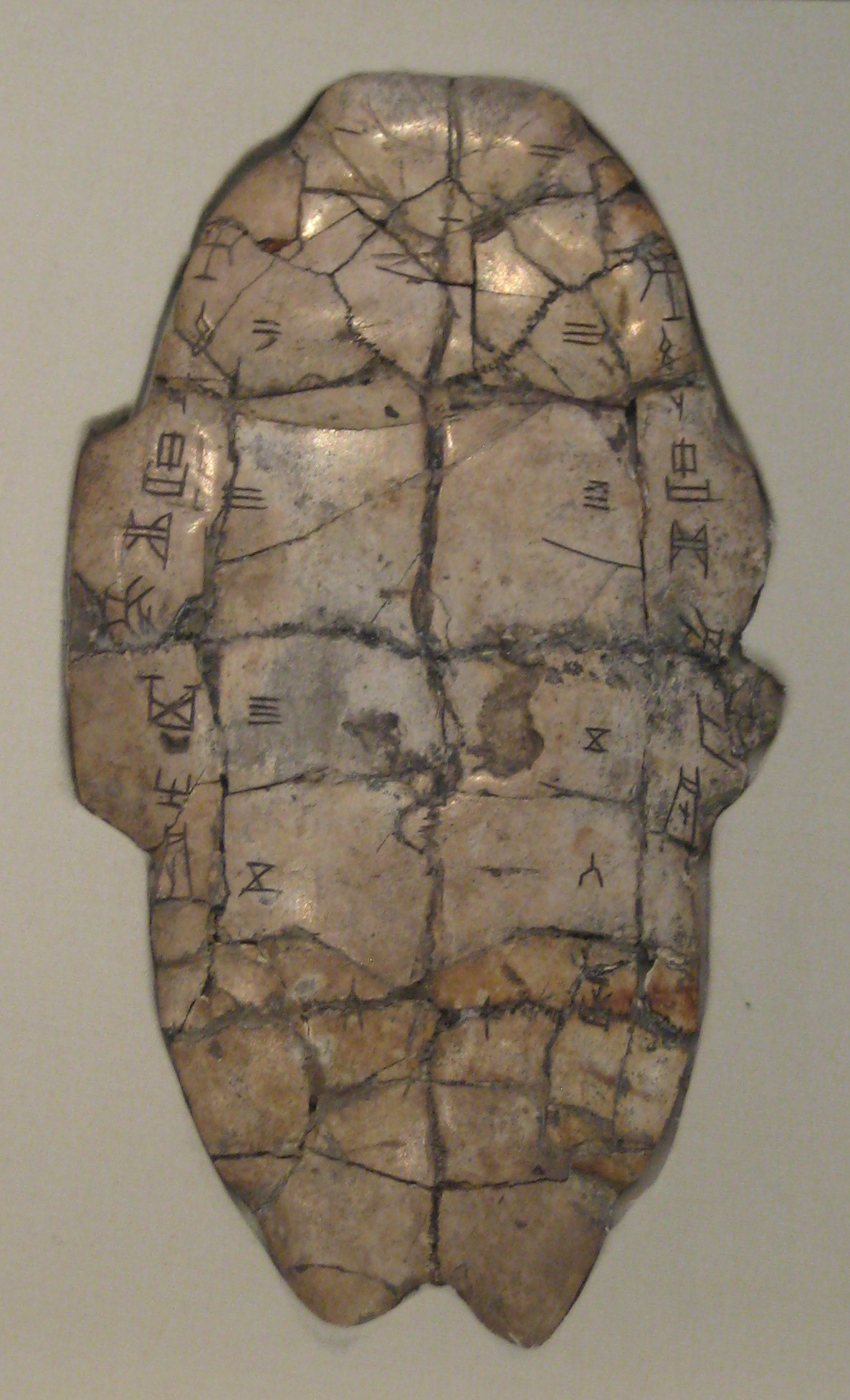
Un oráculo de hueso de tortuga

El sistema chino se basa en la astronomía y en los calendarios y su gran desarrollo está ligado al de la astronomía, que floreció durante la dinastía Han (siglo II a. C.-siglo II d. C.).
La astrología china mantiene una relación estrecha con la filosofía china (teoría de las tres armonías, cielo, tierra y agua) y usa los principios del yin y el yang, así como conceptos que no se hallan en la astrología occidental, como el Wu Ching, los Diez Troncos Celestiales, las Doce Ramas Terrestres, el calendario lunisolar y el cómputo del tiempo en años, meses, días y shichen (時辰).
Tradicionalmente, la astrología en China estaba bien considerada, y se dice que Confucio la trataba con respeto, pues dijo: «El Cielo envía sus símbolos bondadosos o malignos y los hombres sabios actúan en consecuencia». El ciclo de 60 años que combina los cinco elementos con los doce signos del zodíaco chino se ha documentado desde, por lo menos, los tiempos de la dinastía Shang (1766-1050 a. C.). Se han encontrado huesos oraculares que datan de este período, con las fechas enmarcadas en el ciclo de 60 años inscritas en ellos, junto con el nombre del adivino y el asunto sobre el que se adivina. Uno de los astrólogos chinos más famosos fue Tsou Yen, que vivió en torno al 300 a. C. y escribió: «Cuando está a punto de alzarse una nueva dinastía, el cielo muestra signos auspiciosos para el pueblo».

## Mesoamérica
Los calendarios de la Mesoamérica precolombina se basan en un sistema de uso común en toda la región, que se remonta hasta por lo menos el siglo VI a. C. Los primeros calendarios eran empleados por pueblos como los zapotecas y los olmecas, y posteriormente por los mayas, los mixtecas y los aztecas. Aunque el calendario mesoamericano no nació con los mayas, las extensiones y refinamientos posteriores que estos le aplicaron fueron las más sofisticadas. Junto con los de los aztecas, los calendarios mayas son los mejor documentados y los mejor entendidos.
El característico calendario maya utilizaba dos sistemas principales; el primero trazaba el año solar de 360 días, que regía la siembra de las cosechas y otros asuntos domésticos, mientras que el segundo (Tzolkin), de 260 días, estaba dedicado al uso ritual. Cada uno de ellos estaba relacionado con un elaborado sistema astrológico que cubría todas las facetas de la vida. El quinto día tras el nacimiento de un niño, los astrólogos-sacerdotes mayas levantaban su horóscopo para determinar su futura profesión: guerrero, sacerdote, siervo o víctima de sacrificio. También se observaba el ciclo de 584 días de Venus, que registraba las apariciones y conjunciones de Venus, el cual se veía como un planeta de malos auspicios y nefasta influencia, por lo que los gobernantes mayas solían planear las campañas militares coincidiendo con el ascenso de Venus. Existen evidencias de que los mayas también registraban los tránsitos de Mercurio, Marte y Júpiter, y de que poseían un zodíaco de algún tipo. El nombre maya para la constelación de Escorpio también era 'escorpión', mientras que el nombre de Géminis era 'pecarí'. Algunas evidencias sugieren que existían otras constelaciones con nombres de animales. El observatorio maya más conocido, aún intacto, es el observatorio Caracol, en la antigua ciudad maya de Chichén Itzá (México).
El calendario azteca comparte la misma estructura básica con el calendario maya, con dos ciclos principales de 360 y 260 días. El calendario de 260 días era llamado Tonalpohualli y se empleaba sobre todo con fines adivinatorios. Como el calendario maya, estos dos ciclos formaban un «siglo» de 52 años.